# Salvador (Penamacor)
Salvador é uma povoação portuguesa sede da Freguesia de Salvador do Município de Penamacor, freguesia com 10,21 km² de área e 320 habitantes (censo de 2021), tendo, por isso, uma densidade populacional de 31,3 hab./km².
Perto desta aldeia encontram-se as localidades de Aranhas e de Monsanto. Situa-se a 12 km da sede do município e a 7 km da fronteira com a Espanha.
No seu largo principal é possível visitar a sua antiga igreja, cujo relógio foi restaurado na primeira metade da década de 2000. Possui um lagar, onde é possível comprar azeite preparado de forma totalmente artesanal. O artesanato local inclui adufes, bordados e rendas, entre outros objectos. Na gastronomia, destacam-se o queijo, os enchidos, o presunto, o pão caseiro e o pão-de-ló.

## História
Os vestígios mais antigos do povoamento de Salvador encontram-se no chamado sítio dos Covões, onde foram encontrados restos de antigas habitações, uma pia baptismal, diversas moedas, objectos domésticos do dia-a-dia e sepulturas esculpidas em rochas.
A primeira referência administrativa de Salvador mencionava-a como um priorado, associado à casa de Belmonte. Os condes de Belmonte possuíam diversas propriedades em Salvador. Numa delas, a quinta do cercado, encontrava-se a antiga igreja matriz. A maior parte da população da zona era constituída por caseiros ou rendeiros dos condes. Até 1881, Salvador pertenceu à Diocese de Castelo Branco, altura em que esta foi extinta. A partir de então, passou a integrar a Diocese da Guarda.

## Demografia
A população registada nos censos foi:
| Distribuição da População por Grupos Etários | Distribuição da População por Grupos Etários | Distribuição da População por Grupos Etários | Distribuição da População por Grupos Etários | Distribuição da População por Grupos Etários |
| -------------------------------------------- | -------------------------------------------- | -------------------------------------------- | -------------------------------------------- | -------------------------------------------- |
| Ano                                          | 0-14 Anos                                    | 15-24 Anos                                   | 25-64 Anos                                   | > 65 Anos                                    |
| 2001                                         | 56                                           | 32                                           | 231                                          | 270                                          |
| 2011                                         | 24                                           | 49                                           | 182                                          | 221                                          |
| 2021                                         | 31                                           | 16                                           | 144                                          | 129                                          |

## Brasão

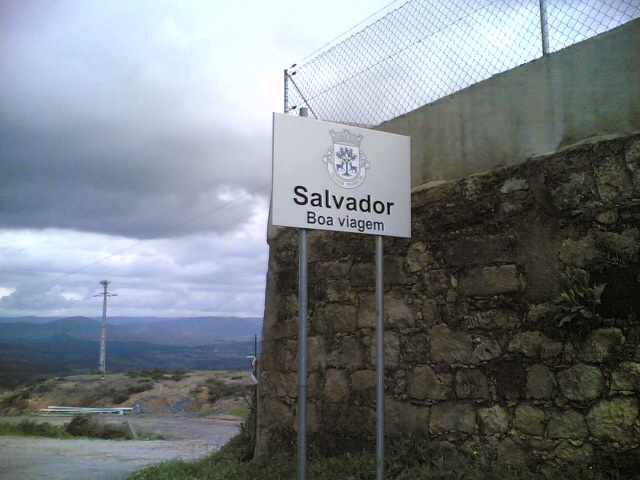
Placa à saída da aldeia

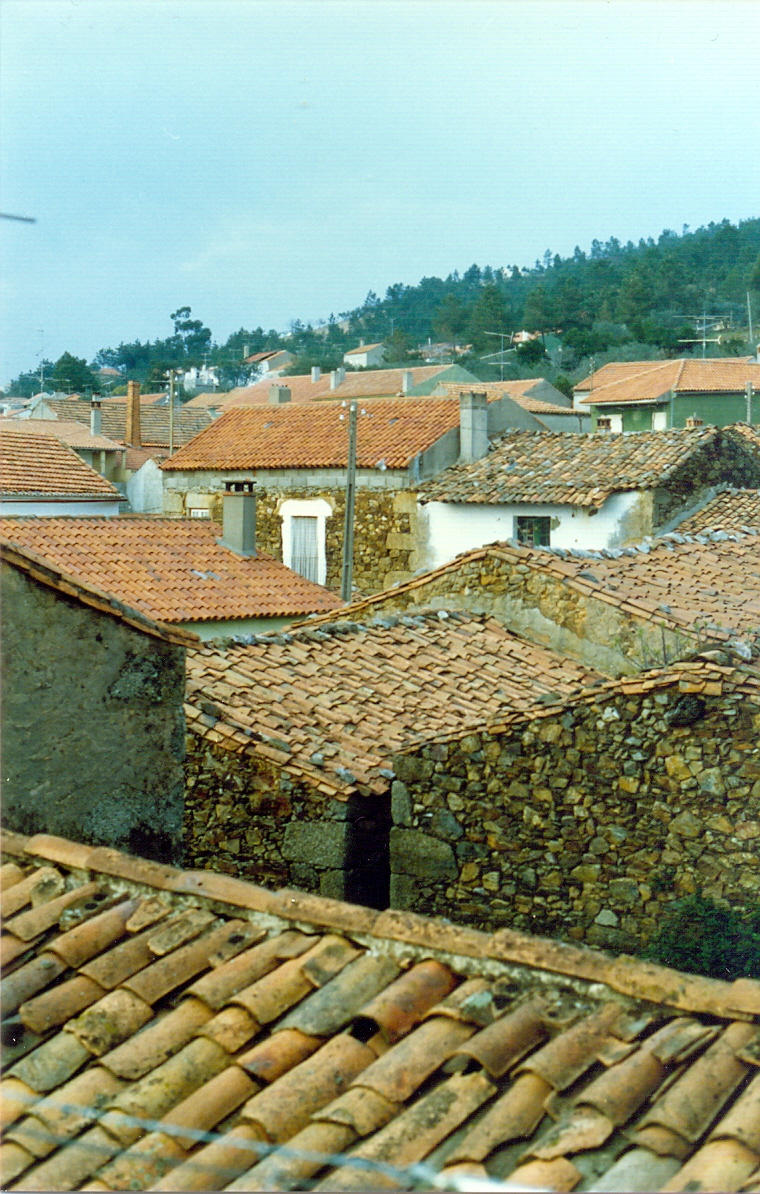
Casario de Salvador

Salvador fez parte do extinto concelho de Monsanto até meados do século XIX, altura em que passou a integrar o concelho (atual município) de Penamacor.
O brasão da freguesia de Salvador consiste num escudo de prata, com uma oliveira pintada de verde, com frutos negros. Possui ainda uma flor-de-lis de prata, com duas cabras em cor de púrpura, uma de cada lado. É encimada por uma coroa mural de prata, com três torres. Em baixo, encontra-se um listel branco, com o nome do local em letras maiúsculas pretas: "SALVADOR - PENAMACOR".

## Património
- Capela de Sta Sofia
- Capela de N.ª S.ª de Fátima
- Fontes de mergulho
- Chafariz das Duas Bicas

## Religião
A padroeira de Salvador é Nossa Senhora da Oliveira. Reza a lenda que numa concavidade de uma oliveira apareceu uma imagem sua, no sítio dos Covões, nascendo assim o seu culto. Terá no mesmo local existido um templo a ela dedicado, onde repousava a sua imagem. Ao ser este demolido, dada a sua antiguidade, a imagem foi transferida para a igreja matriz da Aldeia de João Pires durante alguns anos, por se recusarem os condes a construir uma nova igreja. Os fiéis viram-se obrigados a construir uma nova igreja, à sua custa, num novo local, onde hoje ainda se encontra. A imagem voltou então a Salvador. Posteriormente, o bispo da Guarda D. Rodrigo de Moura Teles, em visita à povoação, achou que a imagem se encontrava em tão mau estado de conservação que a mandou enterrar, para que fosse feita uma nova.
A aldeia encontra-se associada a três ermidas. São elas a antiga de Nossa Senhora da Oliveira, a de Santa Sofia, erigida pelo povo, como forma de reconhecimento pela povoação ter sido poupada à destruição por uma inundação, e a de Nossa Senhora de Fátima, de construção mais recente. Anualmente, Salvador celebra a 5 de Maio esta santa padroeira. No dia 12 de Maio, realiza-se uma procissão de velas, durante a qual se podem observar colchas artisticamente decoradas, arcos de flores e diversas lâmpadas acesas.